# NGC 3412
NGC 3412 је спирална галаксија у сазвежђу Лав која се налази на NGC листи објеката дубоког неба.
Деклинација објекта је + 13° 24' 46" а ректасцензија 10h 50m 53,3s. Привидна величина (магнитуда) објекта NGC 3412 износи 10,4 а фотографска магнитуда 11,4. Налази се на удаљености од 9,940 милиона парсека од Сунца. NGC 3412 је још познат и под ознакама UGC 5952, MCG 2-28-16, CGCG 66-38, PGC 32508.